# Herrarnas stafett i skidskytte vid olympiska vinterspelen 2014
Herrarnas stafett i skidskytte vid olympiska vinterspelen 2014 hölls på anläggningen Laura längdåknings- och skidskyttekomplex i närheten av Krasnaja Poljana, Ryssland, ca 60 km från Sotji den 22 februari 2014. Distansen var 4 × 7,5 km. Ett lag med fyra tävlande körde 7,5 km vardera.

## Resultat
19 lag gjorde upp om guldet .
| Pl. | Start- nummer | Land                                                                          | Tid                                       | Skjutningar (L+S)                       | Tidsmarginal |
| --- | ------------- | ----------------------------------------------------------------------------- | ----------------------------------------- | --------------------------------------- | ------------ |
| 1   | 4             | Ryssland Aleksej Volkov Jevgenij Ustiugov Dmitrij Malysjko Anton Sjipulin     | 1.12.15,9 17.19,5 18.15,9 18.04,8 18.35,7 | 0+4 0+4 0+1 0+1 0+1 0+2 0+0 0+1 0+2 0+0 | —            |
| 2   | 1             | Tyskland Erik Lesser Daniel Böhm Arnd Peiffer Simon Schempp                   | 1.12.19,4 17.13,7 18.17,4 17.54,5 18.53,8 | 0+1 0+1 0+0 0+0 0+0 0+1 0+0 0+0 0+1 0+0 | +3,5         |
| 3   | 3             | Österrike Christoph Sumann Daniel Mesotitsch Simon Eder Dominik Landertinger  | 1.12.45,7 17.26,7 18.11,4 18.04,1 19.03,5 | 0+4 0+3 0+1 0+0 0+2 0+0 0+0 0+2 0+1 0+1 | +29,8        |
| 4   | 5             | Norge Tarjei Bø Johannes Thingnes Bø Ole Einar Bjørndalen Emil Hegle Svendsen | 1.13.10,3 17.03,4 18.07,6 18.12,6 19.46,7 | 0+2 1+3 0+0 0+0 0+1 0+0 0+0 0+0 0+1 1+3 | +54,4        |
| 5   | 16            | Italien Christian De Lorenzi Dominik Windisch Markus Windisch Lukas Hofer     | 1.13.15,5 17.36,0 18.01,4 18.54,2 18.43,9 | 0+4 0+7 0+0 0+2 0+2 0+1 0+2 0+2 0+0 0+2 | +59,6        |
| 6   | 9             | Slovenien Peter Dokl Jakov Fak Klemen Bauer Janez Marič                       | 1.13.43,1 18.04,4 17.33,3 18.03,9 20.01,5 | 0+1 0+4 0+0 0+0 0+1 0+1 0+0 0+3         | +1.27,2      |
| 7   | 12            | Kanada Jean-Philippe Leguellec Scott Perras Brendan Green Nathan Smith        | 1.13.46,2 17.47,2 18.04,3 18.24,4 19.30,3 | 0+4 1+6 0+0 1+3 0+1 0+0 0+1 0+1 0+2 0+2 | +1.30,3      |
| 8   | 6             | Frankrike Alexis Bœuf Jean-Guillaume Béatrix Simon Desthieux Martin Fourcade  | 1.13.46,4 17.35,4 18.13,0 18.42,9 19.15,1 | 0+3 0+4 0+0 0+0 0+1 0+2 0+0 0+2 0+2 0+0 | +1.30,5      |
| 9   | 10            | Ukraina Dmitro Pidruchnyi Andrij Deryzemlya Artem Pryma Serhij Semenov        | 1.14.21,1 17.35,4 18.17,4 18.59,9 19.28,4 | 0+6 0+1 0+2 0+0 0+2 0+1 0+1 0+0         | +2.05,2      |
| 10  | 2             | Sverige Tobias Arwidson Björn Ferry Fredrik Lindström Carl Johan Bergman      | 1.14.32,0 18.02,6 18.18,2 18.52,9 19.18,3 | 0+4 0+1 0+0 0+0 0+3 0+0 0+1 0+1         | +2.16,1      |
| 11  | 7             | Tjeckien Michal Krčmář Jaroslav Soukup Tomáš Krupčík Ondřej Moravec           | 1.15.11,9 17.37,1 18.14,8 19.54,3 19.25,7 | 0+3 0+2 0+0 0+0 0+1 0+1 0+2 0+1 0+0 0+0 | +2.56,0      |
| 12  | 11            | Slovakien Pavol Hurajt Tomas Hasilla Miroslav Matiaško Matej Kazár            | 1.15.23,8 17.33,4 18.37,8 19.21,0 19.51,6 | 0+3 1+6 0+0 0+0 0+0 0+2 0+1 0+1 0+2 1+3 | +3.07,9      |
| 13  | 17            | Belarus Sjarhej Novikaŭ Vladimir Chepelin Yuryi Liadov Jaŭhen Abramenka       | 1.16.02,3 18.21,3 18.52,2 19.01,8 19.47,0 | 0+1 0+4 0+0 0+1 0+1 0+0 0+0 0+1 0+0 0+2 | +3.46,4      |
| 14  | 8             | Schweiz Claudio Böckli Ivan Joller Serafin Wiestner Benjamin Weger            | 1.16.15,8 18.28,3 19.11,6 18.50,0 19.45,9 | 0+3 0+7 0+0 0+3 0+3 0+0 0+1 0+1         | +3.59,9      |
| 15  | 13            | Bulgarien Michail Kletcherov Ivan Zlatev Vladimir Ilijev Krasimir Anev        | 3.17.38,4 18.25,9 20.40,4 19.14,9 19.17,2 | 0+3 2+5 0+0 0+1 0+1 2+3 0+2 0+1 0+0 0+0 | +5.22,5      |
| 16  | 18            | USA Lowell Bailey Russell Currier Sean Doherty Leif Nordgren                  | 1.17.39,1 17.20,7 20.11,3 19.37,3 20.29,8 | 3+8 0+4 0+0 0+0 3+3 0+2 0+3 0+0 0+2 0+2 | +5:23.2      |
| 17  | 14            | Estland Daniil Steptšenko Kalev Ermits Kauri Kõiv Roland Lessing              | LAP 18.05,5 20.08,4 19.31,2 LAP           | 2+7 1+5 0+1 0+0 0+0 1+3 1+3 0+0 1+3 0+2 |              |
| 18  | 15            | Kazakstan Anton Pantov Sergey Naumik Alexandr Trifonov Dias Keneshev          | LAP 18.13,3 19.18,0 20.02,4 LAP           | 0+4 0+6 0+0 0+3 0+3 0+1 0+0 0+0 0+1 0+2 |              |
| 19  | 19            | Polen Krzysztof Pływaczyk Łukasz Szczurek Łukasz Słonina Rafał Lepel          | LAP 17.53,7 21.29,1 20.57,5 LAP           | 1+7 1+5 0+0 0+0 1+3 1+3 0+2 0+0 0+2 0+2 |              |

LAP = Varvades och fick inte fullfölja loppet.